# Varge
Varge é uma pequena aldeia situada na freguesia da  Aveleda e Rio de Onor, no concelho de Bragança, na região de Alto Trás-os-Montes, no nordeste de Portugal.

## Geografia
Varge está localizada na região montanhosa de Trás-os-Montes, caracterizada pelas suas paisagens naturais e terrenos agrícolas. A aldeia encontra-se próxima da fronteira com a Espanha, o que tem influenciado culturalmente a região ao longo dos séculos.

## História
A história de Varge remonta a tempos antigos, com vestígios de ocupação humana que datam da Idade do Ferro. A proximidade com outras povoações históricas de Bragança sugere que Varge pode ter desempenhado um papel importante em redes de comércio e defesa na região.

## Economia
A economia de Varge é predominantemente agrícola, com ênfase na produção de cereais, vinhos e azeite. A criação de gado também é uma atividade importante, especialmente a criação de ovelhas e cabras para a produção de queijo e carne. Além disso, o turismo rural tem crescido, com visitantes atraídos pelas paisagens e pela tranquilidade da aldeia.

## Turismo
O turismo em Varge é focado no turismo rural, com vários alojamentos locais oferecendo experiências autênticas de vida no campo. As trilhas para caminhadas e as vistas panorâmicas são atrações populares entre os visitantes.

## Gastronomia
A gastronomia de Varge inclui pratos típicos transmontanos, como o caldo verde, a posta à mirandesa e diversos pratos de caça. Os queijos e enchidos locais também são muito apreciados, assim como o vinho produzido nas redondezas.

## Cultura e Tradições
A aldeia de Varge preserva muitas das suas tradições culturais, incluindo festas religiosas e eventos comunitários. A "Festa dos Rapazes" de Varge é uma das celebrações mais importantes, atraindo visitantes das aldeias vizinhas e até de outras regiões.

### Caretos de Varge
Os Caretos de Varge são uma tradição cultural vibrante e única da aldeia, caracterizada por trajes coloridos, máscaras de madeira e danças energéticas. Esses personagens tradicionais aparecem na "Festa dos Rapazes" todos os anos, durante o solstício de Inverno, trazendo uma atmosfera de alegria e mistério. Os Caretos são conhecidos por suas brincadeiras e travessuras, que incluem correr atrás das jovens da aldeia e "assustar" os espectadores. Esta tradição é uma parte fundamental da identidade cultural de Varge e atrai muitos visitantes curiosos para ver o espetáculo.

## Património
Varge possui várias estruturas históricas de interesse, incluindo:
- A Igreja de São Miguel, que data do século XVII;[1]
- Várias casas tradicionais transmontanas, construídas em pedra e madeira;
- Um antigo moinho de vento, utilizado historicamente para moer cereais;

## Demografia
A população de Varge tem vindo a diminuir nas últimas décadas, seguindo a tendência de despovoamento das áreas rurais em Portugal. A aldeia é composta principalmente por uma população envelhecida, com poucos jovens permanecendo na área.

## Infraestrutura
Varge possui infraestruturas básicas, incluindo eletricidade, água potável e saneamento. As estradas que ligam a aldeia a outras partes do concelho são bem mantidas, facilitando o acesso. O transporte público é limitado, mas existem serviços de táxi disponíveis.